# 内閣府特命担当大臣（科学技術政策担当）
内閣府特命担当大臣（科学技術政策担当）（ないかくふとくめいたんとうだいじん かがくぎじゅつせいさくたんとう、英語: Minister of State for Science and Technology Policy）は、日本の国務大臣。内閣府特命担当大臣の一つである。

## 概要

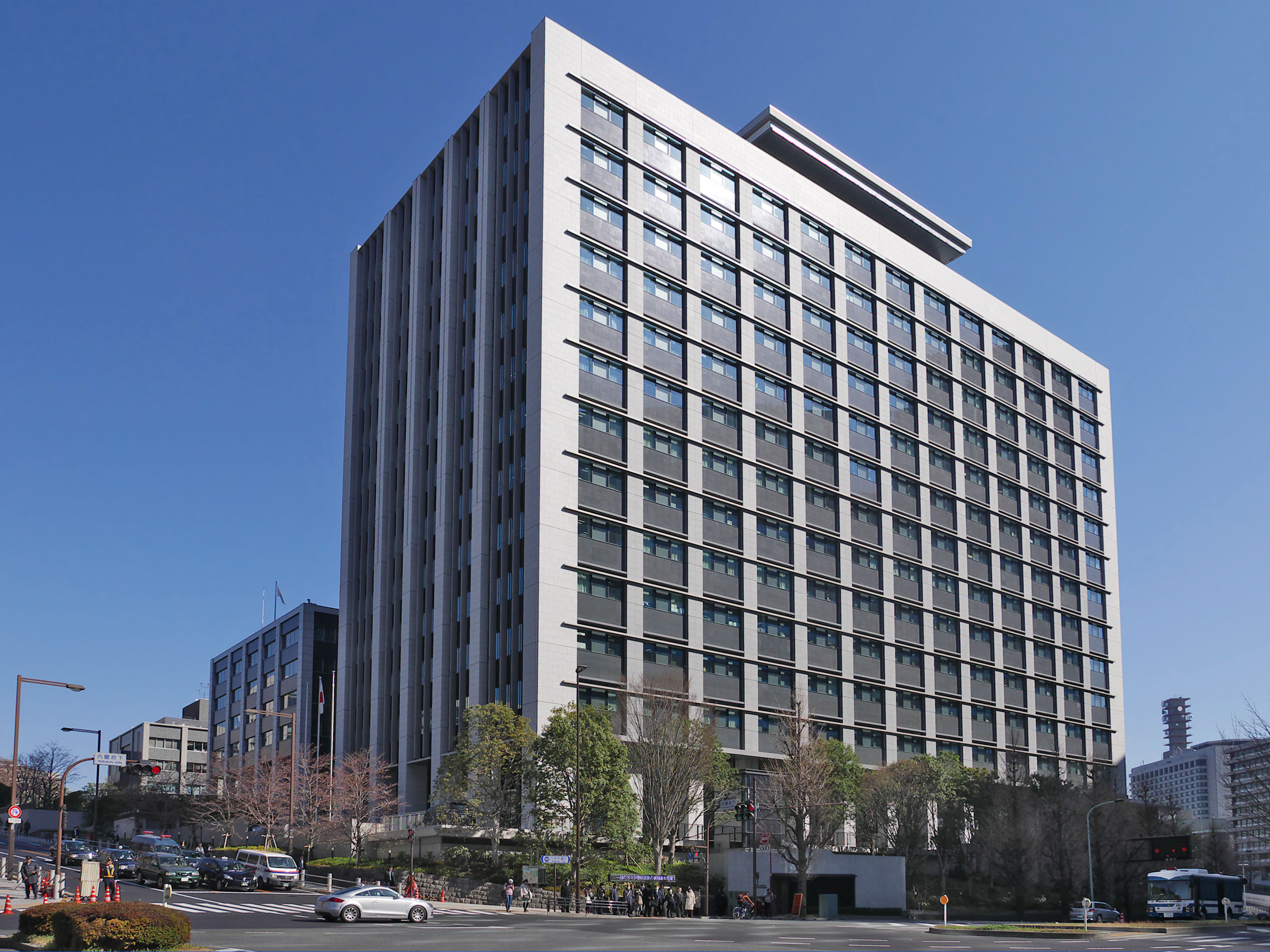
内閣府（科学技術・イノベーション担当）が設置される中央合同庁舎第8号館（左奥は内閣府庁舎）

日本の内閣府に置かれる内閣府特命担当大臣の一つである。主として科学技術行政を所管する国務大臣である。具体的には、科学技術の総合的、かつ計画的な振興にかかわる政策を所管する。また、科学技術についての予算や人材をはじめ、科学技術の振興に必要となる資源の配分も所管している。そのほかにも、科学技術の振興に関連する行政を所管している。
内閣府にて科学技術行政を司る組織としては、内閣府政策統括官（科学技術・イノベーション担当）配下の組織と、重要政策に関する会議である総合科学技術・イノベーション会議などが挙げられる。内閣府特命担当大臣（科学技術政策担当）は、これらの組織を担当する。また、原子力行政も内閣府特命担当大臣（科学技術政策担当）の所管であるが、東日本大震災後の一部の期間に限り、原子力委員会や原子力安全委員会など、原子力行政に関係する組織は、他の内閣府特命担当大臣に所管が移っていた。
内閣府特命担当大臣のうち、防災担当、沖縄及び北方対策担当、金融担当、消費者及び食品安全担当の4大臣は、内閣府設置法により必置とされている。それに対して、他の内閣府特命担当大臣は必置とはされておらず、担当する諸課題により柔軟に設置できる。そのため、政権により増減や変動があり、その役職名は必ずしも一致しない。しかし、2001年に特命担当大臣の制度が導入されて以降、歴代政権は一貫して科学技術行政を担当する特命担当大臣を設置している。
また、この内閣府特命担当大臣（科学技術政策担当）に就任した者は、内閣府設置法に基づき、内閣府総合科学技術会議の議員に就任する。内閣府総合科学技術会議の議長は内閣総理大臣であるが、議長に事故があるときは内閣府特命担当大臣（科学技術政策担当）が議長の代理を務める。なお、内閣府特命担当大臣（科学技術政策担当）が未設置の際に議長に事故があるときは、内閣官房長官が議長の代理を務める。なお、内閣総理大臣でなくとも、内閣府特命担当大臣（科学技術政策担当）も自らの所管事務について内閣府総合科学技術会議に諮問することができる。この場合、内閣府総合科学技術会議は内閣府特命担当大臣（科学技術政策担当）に対して答申するが、答申時にその職が未設置なら内閣総理大臣に対して答申する。

## 沿革
中央省庁等改革基本法に基づく中央省庁再編により、2001年1月6日に内閣府が設置された。それにともない、科学技術庁科学技術政策局などが所管していた科学技術政策に関する業務のうち、全省庁に跨るような総合的な政策立案は内閣府に移管されることになった。また、それ以外の科学技術政策に関する業務は、科学技術振興局や研究開発局の所管する業務とともに、文部科学省に移管されることになった。同時に、特命担当大臣の制度が設けられた。同日付で第2次森改造内閣（中央省庁再編後）が発足し、衆議院議員の笹川堯が「科学技術政策担当大臣」に任命された。以降、科学技術行政を担当する特命担当大臣として、「科学技術政策担当大臣」の職が継続して設置された。
2003年9月22日に発足した第1次小泉第2次改造内閣では、「内閣府特命担当大臣（科学技術政策担当）」と呼称が変更され、衆議院議員の茂木敏充が任命された。それ以来、「内閣府特命担当大臣（科学技術政策担当）」の職が継続して設置されている。

## 名称
任命・補職は3段階で行われており、まず「国務大臣に任命する」との官記が出され、次いで当該の国務大臣に対して「内閣府特命担当大臣を命ずる」との辞令が出され、さらに当該の内閣府特命担当大臣に対して「科学技術政策を担当させる」と命ぜられる。これらの辞令は『官報』に掲載されるため、その記載に基づき「内閣府特命担当大臣（科学技術政策担当）」と表記される。また、かつて2001年1月から2003年9月までは「科学技術政策担当大臣」と呼称されていた。なお、内閣府設置法では「第九条第一項の規定により置かれた特命担当大臣で第四条第一項第四号から第六号までに掲げる事務を掌理するもの」と表現しているが、あまりにも長文のため「以下『科学技術政策担当大臣』という」と略して表記されている。新聞などの報道では、簡略化して「科学技術政策担当大臣」「科学技術政策担当相」「科学技術担当大臣」「科学技術担当相」「科学技術大臣」「科学技術相」と表記されることも多い。英語での呼称については「Minister of State for Science and Technology Policy」とされている。
かつて類似する名称のポストとして科学技術庁長官が存在したが、中央省庁再編により科学技術庁は文部省と統合され文部科学省が設置されたため、科学技術庁長官の所管する業務のほとんどは文部科学大臣が引き継いでいる。そのため、科学技術庁長官と内閣府特命担当大臣（科学技術政策担当）の直接的なつながりは薄い。
ただし、科学技術庁の内閣全体の科学技術政策立案は内閣府に移管されたため、そちらは内閣府特命担当大臣（科学技術政策担当）が所管している。なお、科学技術庁の原子力局と原子力安全局の一部の業務も内閣府に移管され、一時は内閣府特命担当大臣（科学技術政策担当）が所管していたが、原子力規制業務の環境省への再移管や、内閣府特命担当大臣（原子力行政担当）、内閣府特命担当大臣（原子力防災担当）の設置などにより担当する国務大臣が変動している。

## 歴代大臣
| 代                                     | 氏名                 | 氏名                 | 内閣                               | 内閣                               | 就任日               | 退任日               | 党派                 | 備考                 |
| 科学技術政策担当大臣                   | 科学技術政策担当大臣 | 科学技術政策担当大臣 | 科学技術政策担当大臣               | 科学技術政策担当大臣               | 科学技術政策担当大臣 | 科学技術政策担当大臣 | 科学技術政策担当大臣 | 科学技術政策担当大臣 |
| -------------------------------------- | -------------------- | -------------------- | ---------------------------------- | ---------------------------------- | -------------------- | -------------------- | -------------------- | -------------------- |
| 1                                      |                      | 笹川堯               | 第2次森改造内閣 （中央省庁再編後） | 第2次森改造内閣 （中央省庁再編後） | 2001年1月6日         | 2001年4月26日        | 自由民主党           |                      |
| 2                                      |                      | 尾身幸次             | 第1次小泉内閣                      | 第1次小泉内閣                      | 2001年4月26日        | 2002年9月30日        | 自由民主党           |                      |
| 3                                      |                      | 細田博之             |                                    | 第1次改造内閣                      | 2002年9月30日        | 2003年9月22日        | 自由民主党           |                      |
| 内閣府特命担当大臣（科学技術政策担当） |                      |                      |                                    |                                    |                      |                      |                      |                      |
| 1                                      |                      | 茂木敏充             |                                    | 第2次改造内閣                      | 2003年9月22日        | 2003年11月19日       | 自由民主党           |                      |
| 2                                      | 第2次小泉内閣        | 第2次小泉内閣        | 2003年11月19日                     | 2004年9月27日                      | 再任                 |                      | 自由民主党           |                      |
| 3                                      |                      | 棚橋泰文             |                                    | 改造内閣                           | 2004年9月27日        | 2005年9月21日        | 自由民主党           |                      |
| 4                                      | 第3次小泉内閣        | 第3次小泉内閣        | 2005年9月21日                      | 2005年10月31日                     | 再任                 |                      | 自由民主党           |                      |
| 5                                      |                      | 松田岩夫             |                                    | 改造内閣                           | 2005年10月31日       | 2006年9月26日        | 自由民主党           |                      |
| 6                                      |                      | 高市早苗             | 第1次安倍内閣                      | 第1次安倍内閣                      | 2006年9月26日        | 2007年8月27日        | 自由民主党           |                      |
| 7                                      |                      | 岸田文雄             |                                    | 改造内閣                           | 2007年8月27日        | 2007年9月26日        | 自由民主党           |                      |
| 8                                      | 福田康夫内閣         | 福田康夫内閣         | 2007年9月26日                      | 2008年8月2日                       | 再任                 |                      | 自由民主党           |                      |
| 9                                      |                      | 野田聖子             |                                    | 改造内閣                           | 2008年8月2日         | 2008年9月24日        | 自由民主党           |                      |
| 10                                     | 麻生内閣             | 麻生内閣             | 2008年9月24日                      | 2009年9月16日                      | 再任                 |                      | 自由民主党           |                      |
| 11                                     |                      | 菅直人               | 鳩山由紀夫内閣                     | 鳩山由紀夫内閣                     | 2009年9月16日        | 2010年1月7日         | 民主党               |                      |
| 12                                     |                      | 川端達夫             | 鳩山由紀夫内閣                     | 鳩山由紀夫内閣                     | 2010年1月7日         | 2010年6月8日         | 民主党               |                      |
| 13                                     | 菅直人内閣           | 菅直人内閣           | 2010年6月8日                       | 2010年9月17日                      | 再任                 |                      | 民主党               |                      |
| 14                                     |                      | 海江田万里           |                                    | 第1次改造内閣                      | 2010年9月17日        | 2011年1月14日        | 民主党               |                      |
| 15                                     |                      | 玄葉光一郎           |                                    | 第2次改造内閣                      | 2011年1月14日        | 2011年9月2日         | 民主党               |                      |
| 16                                     |                      | 古川元久             | 野田内閣                           | 野田内閣                           | 2011年9月2日         | 2012年10月1日        | 民主党               |                      |
| 16                                     |                      | 古川元久             | 第1次改造内閣                      | 留任                               | 2011年9月2日         | 2012年10月1日        | 民主党               |                      |
| 16                                     |                      | 古川元久             | 第2次改造内閣                      | 留任                               | 2011年9月2日         | 2012年10月1日        | 民主党               |                      |
| 17                                     |                      | 前原誠司             |                                    | 第3次改造内閣                      | 2012年10月1日        | 2012年12月26日       | 民主党               |                      |
| 18                                     |                      | 山本一太             | 第2次安倍内閣                      | 第2次安倍内閣                      | 2012年12月26日       | 2014年9月3日         | 自由民主党           |                      |
| 19                                     |                      | 山口俊一             |                                    | 改造内閣                           | 2014年9月3日         | 2014年12月24日       | 自由民主党           |                      |
| 20                                     | 第3次安倍内閣        | 第3次安倍内閣        | 2014年12月24日                     | 2015年10月7日                      | 再任                 |                      | 自由民主党           |                      |
| 21                                     |                      | 島尻安伊子           |                                    | 第1次改造内閣                      | 2015年10月7日        | 2016年8月3日         | 自由民主党           |                      |
| 22                                     |                      | 鶴保庸介             | 第2次改造内閣                      | 2016年8月3日                       | 2017年8月3日         |                      | 自由民主党           |                      |
| 23                                     |                      | 松山政司             | 第3次改造内閣                      | 2017年8月3日                       | 2017年11月1日        |                      | 自由民主党           |                      |
| 24                                     | 第4次安倍内閣        | 第4次安倍内閣        | 2017年11月1日                      | 2018年10月2日                      | 再任                 |                      | 自由民主党           |                      |
| 25                                     |                      | 平井卓也             |                                    | 第1次改造内閣                      | 2018年10月2日        | 2019年9月11日        | 自由民主党           |                      |
| 26                                     |                      | 竹本直一             | 第2次改造内閣                      | 2019年9月11日                      | 2020年9月16日        |                      | 自由民主党           |                      |
| 27                                     |                      | 井上信治             | 菅義偉内閣                         | 菅義偉内閣                         | 2020年9月16日        | 2021年10月4日        | 自由民主党           |                      |
| 28                                     |                      | 小林鷹之             | 第1次岸田内閣                      | 第1次岸田内閣                      | 2021年10月4日        | 2021年11月10日       | 自由民主党           |                      |
| 29                                     | 第2次岸田内閣        | 第2次岸田内閣        | 2021年11月10日                     | 2022年8月10日                      | 再任                 |                      | 自由民主党           |                      |
| 30                                     |                      | 高市早苗             |                                    | 第1次改造内閣                      | 2022年8月10日        | 2024年10月1日        | 自由民主党           |                      |
| 30                                     | 第2次改造内閣        | 高市早苗             | 留任                               |                                    | 2022年8月10日        | 2024年10月1日        | 自由民主党           |                      |
| 31                                     |                      | 城内実               | 第1次石破内閣                      | 第1次石破内閣                      | 2024年10月1日        | 2024年11月11日       | 自由民主党           |                      |
| 32                                     | 第2次石破内閣        | 第2次石破内閣        | 2024年11月11日                     | 現職                               | 再任                 |                      | 自由民主党           |                      |

- 特命担当大臣は複数名を任命することがあるため、通常は代数の表記は行わない。ただし、本表ではわかりやすさに配慮し、代数の欄を便宜上設けた。
- 辞令のある再任は就任日を記載し、辞令のない留任は就任日を記載しない。
- 党派の欄は、就任時の所属政党を記載した。
- 第1次小泉第1次改造内閣までは「科学技術政策担当大臣」と呼称されており、役職名の表記に差異はあるが、法的には同質であり、便宜上記載した。